# Ffestiniog Railway
Ffestiniog Railway er en smalsporet jernbane i i Nord-Wales i grevskabet Gwynedd, hovedsageligt beliggende indenfor nationalparken Snowdonia, hvor den er en stor turistattraktion.
Jernbanen er ca. 22 km lang og går fra Porthmadog ved sydkysten af Gwynedd til Blaenau Ffestiniog, hovedbyen for Wales skiferindustri. Banen drives nu af en jernbaneklub og kører hele året.
Banen blev bygget mellem 1833 og 1836 og benyttede i starten heste til at trække tomme vogne op. De fyldte vogne kørte ned af sig selv pga. tyngdekraften, mens hestene kørte med ned i særlige vogne. Banen blev brugt til at fragte skifer fra de utallige skiferminer i området ned til udskibningshavnen ved Porthmadog. Banen lukkede i 1946, men allerede i 1954 gik entusiaster i gang med at genoprette banen. Først i 1982 var hele banen genåbnet, hvor den nordligste del dog fik en ny linjeføring, fordi en del af den oprindelige linje på det tidspunkt var oversvømmet af et nyanlagt vandreservoir.

## Lokomotiver
Banen har både damp- og dieseldrevne lokomotiver. En del af damplokomotiverne brænder olie i stedet for kul. Nogle af damplokomotiverne er en type med to kedler og to sæt drivhjul (såkaldt Double Fairlie) bygget op med styrehuset i midten.

## Rute og stationer
- Porthmadog: Turistby og trafikknudepunkt ved sydvestkysten
- Boston Lodge: Remise og værksteder for jernbanen. Sti til den kunstige italienske landsby Portmeirion.
- Minfford: Skift til Cambrian Coast jernbanelinjen.
- Penrhyn: Lille landsby
- Tan-y-Bwlch: Studiecenter for nationalparken Snowdonia. Udgangspunkt for flere vandreture.
- Ddualt: Jernbanen krydser sig selv her i en spiral. Udgangspunkt for flere vandreture.
- Tanygrisiau: Vandkraftværk og mindre landsby.
- Blaenau Ffestiniog: Hovedbyen for Wales' skiferindustri, men der er kun én mine fortsat i drift. Skift til Conwy Valley Line.